# Anypodetus semirufus
Anypodetus semirufus är en tvåvingeart som beskrevs av Engel 1924. Anypodetus semirufus ingår i släktet Anypodetus och familjen rovflugor. Inga underarter finns listade i Catalogue of Life.